# Le Bel Âge (film, 2009)
Pour les articles homonymes, voir Le Bel Âge.
Pour plus de détails, voir Fiche technique et Distribution.
Le Bel Âge, initialement intitulé L'Insurgée, est un film français réalisé par Laurent Perreau, sorti en salles le 30 décembre 2009 et présenté en compétition internationale au Festival international du film de Locarno le 8 août 2009.

## Synopsis
Une jeune fille rebelle et orpheline vit dans la  grande maison de son grand-père, avec qui les relations sont difficiles et pleines de non-dits. Alors qu'elle découvre l'amour tout en se débattant avec les difficultés de la vie à travers ses objectifs sportifs et sa passion pour la natation, lui revient, à l'occasion d'un décès, sur un épisode douloureux de sa jeunesse enfoui dans un passé lointain, qu'il a toujours refusé d'évoquer.

## Fiche technique
- Titre : Le Bel Âge
- Réalisation : Laurent Perreau
- Scénario : Christine Carrière, Laurent Perreau et Juliette Soubrier
- Musique : Grégoire Hetzel, Julien Gester, Olivier Gonord
- Photographie : Céline Bozon
- Son : Erwan Kerzanet
- Montage : Muriel Breton
- Costumes : Pascaline Chavanne
- Production déléguée : Nicolas Mauvernay et Jacques Perrin
- Société de production : Galatée Films (France), en association avec Cofinova 5
- Société de distribution : Sophie Dulac Distribution (France)
- Pays de production :   France
- Budget : 2,7 M€[1]
- Format : couleur - 1,85:1 - 35 mm[2] - son DTS Digital
- Genre : drame
- Durée : 97 minutes
- Dates de sortie : 
  - Suisse : 8 août 2009 (Festival de Locarno 2009 en compétition internationale sous le titre « L'Insurgée »)
  - France : 30 décembre 2009

## Distribution
- Michel Piccoli : Maurice Reverdy (le grand-père de Claire)
- Pauline Étienne : Claire
- Éric Caravaca : Rafaël (l'entraîneur de natation de Claire)
- Marie Kremer : Marie (une copine de Claire)
- Johanna ter Steege : Madeleine (l'amante, la confidente ... de Maurice)
- Clément Roussier : Thomas (l'amoureux de Claire)
- Guillaume Gouix : Simon
- Rachid Hami : Louis
- Swann Arlaud : François
- Aurore Clément : Christiane
- Claude Duneton : Fourcade (ancien compagnon de Maurice lors de la résistance)
- Fabrice Adde : Antoine
- Marie-Pierre Chaix : Agnès
- Pascal Joly : Pierre

## Distinctions
- Festival international des jeunes réalisateurs de Saint-Jean-de-Luz[Quand ?] : Prix de la meilleure actrice pour Pauline Étienne